# Barbus barnardi
Barbus barnardi е вид лъчеперка от семейство Шаранови (Cyprinidae).

## Разпространение
Видът е разпространен в Ангола, Ботсвана, Замбия, Зимбабве и Намибия.